# San Esteban de Nogales
San Esteban de Nogales è un comune spagnolo di 335 abitanti situato nella comunità autonoma di Castiglia e León.